# 伊藤さやか
伊藤 さやか（いとう さやか、1963年10月16日 - ）は、日本の女優、歌手、タレント。愛知県名古屋市出身。ヒラタオフィス所属。特技はチェロ、ピアノ。

## 来歴・人物
小学生の時からピアノ、中学生の時からギターを習い始める。小学生時代は陸上部で活動。
元々将来の夢はロックンローラーになることで、矢沢永吉を目標とし、高校1年生だった年の5月に同級生たちとのガールズバンド「39」（サーティ・ナイン）を結成して活動していた。
ある日友達3人と沖縄旅行中に台風で帰りの飛行機が欠航したためにやむなくホテルに戻ってインベーダーゲームに興じていたところ、資生堂「シャワーコロン」のCMモデルを捜していたヒラタオフィスの社長に声をかけられる。この時は応じることは無かったが、社長は説得を続け、結局これに応える形で1か月半後にCMオーディションを受けるために上京する。元々モデルに興味は無かったが、このオーディションに合格してモデルとしてデビュー。1980年末、資生堂「シャワーコロン」のイメージガールとしてCMに出演。1981年4月から日本テレビ系『スター誕生!』の番組アシスタント4人組グループ「くれよん」 のメンバーとしてレギュラー出演、この時に名古屋から東京の高校に転校。同年10月スタートのテレビ時代劇『お命頂戴!』（テレビ東京）で女優デビュー 。1982年、日本テレビのドラマ『陽あたり良好!』のヒロイン・岸本かすみ役に抜擢され注目を集める。1982年5月「天使と悪魔〜ナンパされたい編」でビクターより歌手としてデビュー。テレビアニメ『さすがの猿飛』の主題歌・挿入歌も担当した。TBSテレビの夕方の若者向け情報番組『アップルシティ500』のMCもしていた。
“花の82年組”の歌手デビューを果たしているが、本人はぶりっ子アイドル路線を拒否。ロック色の強い曲での活動を希望し、自称「ロックンローラー」として一時注目を集めた。しかし、当時の時代背景も伴い、現在で言うJ-POPの曲調に近く、一般に言うロックとは程遠いものであった。
1985年より芸名を「伊藤さやか」から「伊藤サヤカ」に改名し、再スタートを切る。
1986年、声帯などに変調が見つかり、シングル「ハッピネス!!」のリリースを最後に歌手活動を無期休止と発表。
2002年6月、女優・タレントとして芸能活動を再開、現在に至る。

## ディスコグラフィ

### シングル
| #               | 発売日          | A/B面           | タイトル                              | 作詞            | 作曲            | 編曲            | 規格品番        |
| 伊藤さやか 名義 | 伊藤さやか 名義 | 伊藤さやか 名義 | 伊藤さやか 名義                       | 伊藤さやか 名義 | 伊藤さやか 名義 | 伊藤さやか 名義 | 伊藤さやか 名義 |
| ビクター        | ビクター        | ビクター        | ビクター                              | ビクター        | ビクター        | ビクター        | ビクター        |
| --------------- | --------------- | --------------- | ------------------------------------- | --------------- | --------------- | --------------- | --------------- |
| 1               | 1982年 5月21日  | A面             | 天使と悪魔 (ナンパされたい編)         | Heart Box       | Keith Brown     | Chikawa Towchi  | SV-7219         |
| 1               | 1982年 5月21日  | B面             | オ・ネ・ガ・イ スーパーコンピューター | Heart Box       | Heart Box       | Chikawa Towchi  | SV-7219         |
| 2               | 1982年 10月5日  | A面             | アナタトOVER-HEATシタイ               | Heart Box       | Keith Brown     | 大村憲司        | SV-7256         |
| 2               | 1982年 10月5日  | B面             | 天使と悪魔 (カンニング編)             | Heart Box       | Keith Brown     | 大村憲司        | SV-7256         |
| 3               | 1982年 10月5日  | A面             | 恋の呪文はスキトキメキトキス          | 康珍化          | 小林泉美        | 小林泉美        | KV-3025         |
| 3               | 1982年 10月5日  | B面             | 恋のB級アクション                     | 康珍化          | 小林泉美        | 小林泉美        | KV-3025         |
| 4               | 1983年 2月21日  | A面             | 理由なき反抗                          | Heart Box       | 鈴木キサブロー  | 後藤次利        | SV-7288         |
| 4               | 1983年 2月21日  | B面             | 高校3年生 (春夏秋冬の巻)              | Heart Box       | NOBODY          | 後藤次利        | SV-7288         |
| 5               | 1983年 6月21日  | A面             | BROKEN GENERATION                     | Heart Box       | 伊藤銀次        | 後藤次利        | SV-7313         |
| 5               | 1983年 6月21日  | B面             | nanpa No.1                            | Heart Box       | 鈴木キサブロー  | 後藤次利        | SV-7313         |
| 6               | 1983年 9月21日  | A面             | 恋はFeel So Lightで!                  | Heart Berry     | 鈴木キサブロー  | 鈴木慶一        | SV-7337         |
| 6               | 1983年 9月21日  | B面             | あいつにパーキング                    | Heart Baby      | 佐藤隆          | 後藤次利        | SV-7337         |
| 7               | 1983年 12月16日 | A面             | 素敵にジングルベル                    | Heart Boy       | 長渕剛          | Robert Ahwai    | SV-7360         |
| 7               | 1983年 12月16日 | B面             | NA・HA・HA・HA!                       | Heart Boy       | NOBODY          | Tot Taylor      | SV-7360         |
| 伊藤サヤカ 名義 |                 |                 |                                       |                 |                 |                 |                 |
| TDKコア         |                 |                 |                                       |                 |                 |                 |                 |
| 8               | 1985年 2月21日  | A面             | 不良O・B                              | Heart Baby      | 西木栄二        | Heart Beats     | T07S-1068       |
| 8               | 1985年 2月21日  | B面             | Beat Band Blues                       | Heart Baby      | 西木栄二        | 奈良敏博        | T07S-1068       |
| 9               | 1986年 2月26日  | A面             | ハッピネス!!                          | 大津あきら      | 西木栄二        | 西木栄二        | T07S-1078       |
| 9               | 1986年 2月26日  | B面             | I WANNA BE WITH YOU TONIGHT           | 伊藤サヤカ      | 西木栄二        | 西木栄二        | T07S-1078       |

### アルバム

#### オリジナル・アルバム
※伊藤さやか 名義
※伊藤サヤカ 名義

#### カバー・アルバム
- ノスタルジック SAYAKA（1983年9月5日、コンパクトカセット、ビクター、CD: 2003年9月15日、Vivid Sound、VSCD-3731/2）[5][6]

#### ベスト・アルバム
- 気分はグレイテスト・ヒッツ! Sayaka Early Best（1984年6月21日／ビクター、LP：SJX-30234 / CD：VDR-26）[7][8]
- コレクション（2004年2月21日、ビクター、CD: VICL-61322）[9]

### タイアップ曲
| 年     | 楽曲                         | タイアップ                                       |
| ------ | ---------------------------- | ------------------------------------------------ |
| 1982年 | 恋の呪文はスキトキメキトキス | フジテレビ系テレビアニメ「さすがの猿飛」OPテーマ |
| 1982年 | 恋のB級アクション            | フジテレビ系テレビアニメ「さすがの猿飛」EDテーマ |
| 1983年 | 恋はFeel So Lightで!         | カネボウ「ウィーンチョコレート」CMソング         |

## 楽曲提供
- 吉永優『抱きしめてよRain』
- ライオネス飛鳥『やっぱ女は顔じゃないよ!』『勝利』
- 桑田靖子　『明日に向かって』

## 著書
- 伊藤サヤカ『日出処(ヒイズルトコロ)―激白宣言書』立風書房（原著19850401年）。ISBN 978-4651150376。

## 出演

### テレビドラマ
- お命頂戴!（テレビ東京・1981年） - お京 役
- 陽あたり良好!（日本テレビ・1982年） - 岸本かすみ 役
- 大好き!五つ子6 第21話（TBS・2004年）
- 小早川伸木の恋（フジテレビ・2006年）
- サプリ（フジテレビ・2006年）
- 東京少女水沢エレナ 第4話「好きといえない」（BS-i・2008年5月24日） - 江梨子 役

### バラエティ番組
- スター誕生!（1981年-1982年、日本テレビ。番組アシスタントとして。当初は4人組「くれよん」の一員であった）
- オレたちひょうきん族（1982年、フジテレビ）
- シャワーギャング（1983年、日本テレビ）司会
- SMAP×SMAP　大好評!アニメソング名曲歌謡祭SP!（2012年2月27日、フジテレビ、30年ぶりに「恋の呪文はスキトキメキトキス」を歌唱。※レコーディング以外で歌うのは初めて。）

### 映画
- アクション・グラフィティー
- 天使が降りた日
- 猫目小僧
- 檸檬のころ

### ラジオ
- るんるんナイト コサラビワオ!（TBSラジオ 1982年10月 - 1983年1月） - パートナー
- 嶋大輔・伊藤さやか ヨ・ロ・シ・ク最高!　 (ニッポン放送・NRN 1982年10月 - 1983年3月）
- シンセン☆キラキラナイト火曜『伊藤さやか つっぱりロックン課外授業』 （秋田放送・山形放送・福井放送 1984年10月 - 1985年9月）
- さやかと聖子の二人三脚[10]（FM福岡・広島FM・FM静岡・FM愛知　1983年10月 - 1984年3月）

### OV
- 隙魔（すきま）

### 舞台
- 2006年3月1日 - 3月5日　Spaceland公演「ソウルメイト」